# Блакитні надгіганти
Блакитні надгіганти — гарячі яскраві зорі, які називаються надгіганти класу OB. Вони мають клас світності I та спектральний клас B9 або вищий. Вони розташовані у верхній лівій частині діаграми Герцшпрунга — Рассела справа від головної послідовності. Ці зорі з температурами поверхні 10 000—50 000 K та світністю, що перевищує світність Сонця від 10 000 до мільйона разів. За розмірами вони більші Сонця, але менші червоних надгігантів.

## Формування та еволюція

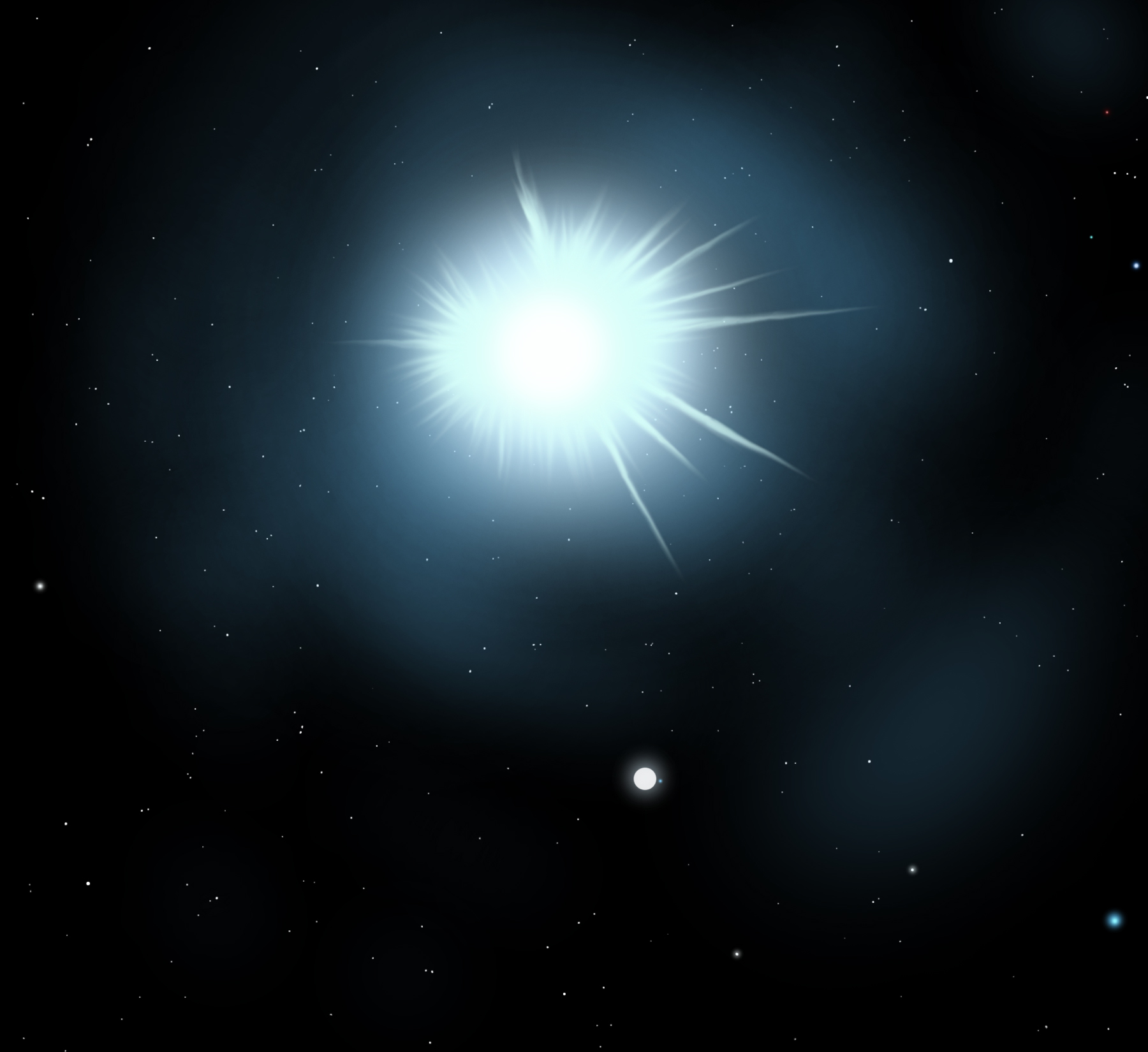
Алудра, блакитний надгігант спектрального класу B5 у сузір'ї Великого Пса, є досить молодою зорею, але через швидку еволюцію, вона вже наближається до кінця свого існування.

Надгіганти — це зорі великої маси, що проеволюціонували, вони більші та яскравіші за зорі головної послідовності. Зорі класу O та ранніх підкласів класу B з початковими масами 10—100 M☉ залишають головну послідовність уже через декілька мільйонів років, оскільки їх водень спалюється, і важчі елементи починають з'являтися біля поверхні зорі. Такі зорі як правило стають блакитними надгігантами, хоча можливо деякі з них розвиваються прямо у зорю Вольфа — Рає. Розширення у стадію надгіганта відбувається, коли водень у ядрі зорі вичерпано й починається спалення водню в оболонці, однак, коли важкі елементи за рахунок конвекції піднімаються на поверхню, це може спричинити зростання втрата маси внаслідок тиску випромінювання.
Для блакитних надгігантів, які щойно залишили головну послідовність, характерні надзвичайна яскравість, високий рівень втрати маси та загальна нестабільність. Багато з них перетворюються на яскраві блакитні змінні з періодами надзвичайно великої втрати маси.
Блакитні надгіганти з меншими масами продовжують розширюватись аж поки не стануть червоними надгігантами. Під час цього процесу вони на деякий час стають жовтими надгігантами або жовтими гіпергігантами, однак це триває лише декілька тисяч років, а тому такі зірки дуже рідкісні. Червоні надгіганти з більшою масою можуть скинути свою зовнішню оболонку і знову перетворитися на блакитні надгіганти або, можливо, на зорі Вольфа — Рає. Залежно від маси та елементного складу конкретного надгіганта, він може зазнати кількох перетворень «червоний <---> блакитний надгігант», перш ніж або вибухне як наднова II типу або врешті-решт скине достатньо зовнішніх шарів, щоб стати знову блакитним надгігантом меншої світності, ніж спочатку, але більш нестабільним. Якщо така зоря зможе пройти через жовту еволюційну порожнину, вважається, що вона стане одним з блакитних надгігантів меншої світності.
Наймасивніші блакитні надгіганти занадто яскраві для підтримання значної оболонки і вони ніколи не розширюються у червоні надгіганти. Межа пролягає десь на 40 M☉, хоча найхолодніші та найбільші червоні надгіганти розвиваються із зір з початковими масами 15-25 M☉. На поточний момент не має єдиної думки, чи можуть масивні блакитні надгіганти втратити достатньо маси, щоб безпечно еволюціонувати у стару зорю, спочатку в зорю Вольфа — Рає, а потім — в білого карлика, чи вони досягають стадії Вольфа — Рає і вибухають як наднова, чи вони вибухають як наднові ще на стадії блакитного надгіганта.
Як правило, попередниками наднових є червоні надгіганти. Раніше навіть вважали, що лише такі зорі й можуть спалахнути надновими. Однак наднова SN 1987A змусила переглянути таку теорію, оскільки її попередник (Sanduleak −69° 202) був блакитним надгігантом класу B3. Тепер зі спостережень відомо, що майже будь-який клас розвинених зір із великою масою, включно з блакитними та жовтими надгігантами, можуть спалахнути як наднова, хоча теорія ще не може пояснити деталей процесу. Хоча більшість наднових утворюються з червоних надгігантів і є відносно однорідними (типу II-P), за спостереженнями з блакитних надгігантів утворюються наднові широкого спектра світності, тривалості та спектральних типів: інколи малої світності (як вищезгадана SN 1987A), інколи надзвичайної світності (як багато наднових типу IIn).

## Характеристики

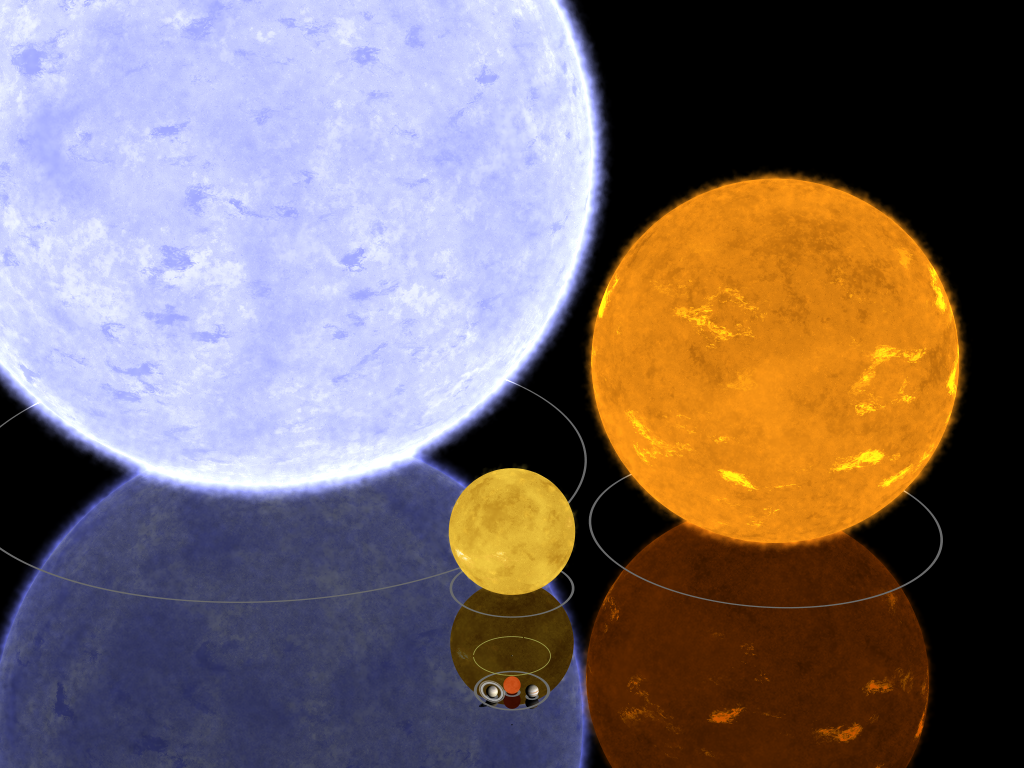
Порівняння зі збереженням масштабу Беллатрікс (зліва), Алголь A (справа) та Сонце (посередині). Під Сонцем зображені OGLE-TR-122 (одна з найменших зір) та ряд планет Сонячної системи

Через їх велику масу, блакиті надгіганти мають досить коротке життя та переважно спостерігаються у молодих космічних структурах, таких як розсіяні скупчення, рукави спіральних галактик та неправильні галактики. Їх рідко спостерігають у центрах спіральних галактик, еліптичних галактиках або кулястих скупченнях, більшість яких, вважається, складаються зі старих зір. Втім, у центрі нашої Галактики нещодавно виявлено кілька великих розсіяних скупчень та, відповідно, молодих гарячих зір.
Серед зір, які можна побачити на небі неозброєним оком, багато блакитних надгігантів, попри їх рідкісність та коротке існування. Це зумовлено їх великою світністю, завдяки чому вони спостерігаються на великій відстані. Найкращим прикладом є Рігель, найяскравіша зоря в сузір'ї Оріона — її маса майже у 20 разів перевищує масу Сонця, а світність більша від світності Сонця майже в 117 000 разів.
Для блакитних надгігантів характерний сильний зоряний вітер і як правило у спектрі вони мають лінії емісії. У найяскравіших зір лінії емісії домінують у спектрі, що вказує на сильну постійну втрату маси, — як правило такі зорі є гіпергігантами. Блакитні надгіганти демонструють різну кількість важких елементів у своєму спектрі залежно від їх віку та ефективності перенесення продуктів ядерного синтезу до поверхні. У надгігантах, що швидко обертаються, перенесення відбувається добре, і на поверхні наявна суттєва кількість гелію та навіть важчих елементів, коли в ядрі все ще триває горіння водню, і спектри таких зір дуже схожі на спектри зір Вольфа — Рає.
Зоряний вітер блакитних надгігантів швидкий, але розріджений, на відміну від вітру червоних надгігантів, який є повільним, але щільнішим. Коли червоний надгігант перетворюється на блакитний, швидший вітер наздоганяє раніше викинутий повільний і спричиняє конденсацію викинутої речовини в тонку оболонку. У деяких випадках можна побачити декілька концентричних слабких оболонок, утворених послідовними періодами втрати маси у кількох циклах перетворення «червоний <--> блакитний надгігант» або випадків яскравої блакитної змінної.

## Приклади блакитних надгігантів

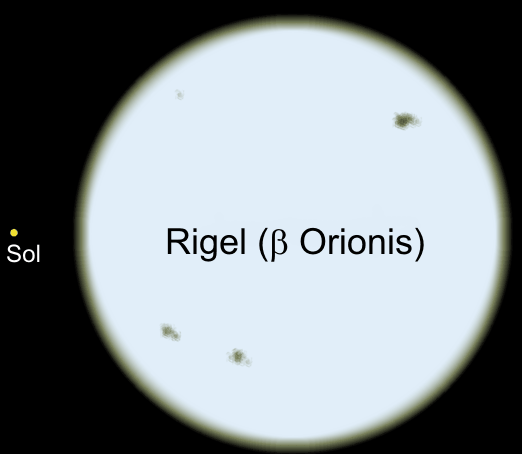
Комп'ютерне зображення — порівняння Рігеля з Сонцем (масштаб збережено)

- 29 Великого Пса (29 CMa), блакитно-білий надгігант (клас O).
- Рігель (β Оріона), блакитно-білий надгігант (клас B).
- Дзета Корми (або Наос), блакитний надгігант (клас O).